# Șcerboveț, Voloveț
Șcerboveț (în ucraineană Щербовець) este localitatea de reședință a comunei Șcerboveț din raionul Voloveț, regiunea Transcarpatia, Ucraina.

## Demografie
Componența lingvistică a localității Șcerboveț
     Ucraineană (99,6%)
     Alte limbi (0,4%)
Conform recensământului din 2001, majoritatea populației localității Șcerboveț era vorbitoare de ucraineană (99,6%), existând în minoritate și vorbitori de alte limbi.